# Saint-Gand
Saint-Gand är en kommun i departementet Haute-Saône i regionen Bourgogne-Franche-Comté i östra Frankrike. Kommunen ligger i kantonen Fresne-Saint-Mamès som tillhör arrondissementet Vesoul. År 2022 hade Saint-Gand 141 invånare.

## Befolkningsutveckling
Antalet invånare i kommunen Saint-Gand
| Referens: INSEE |